# Наумов, Анатолий Васильевич
Анатолий Васильевич Наумов (23 июня 1868 — 7 апреля 1933) — русский офицер, полковник, участник Русско-японской, Первой мировой и Гражданской войн, командир 323-го пехотного Юрьевецкого полка, 639-го пехотного Артвинского полка, кавалер ордена Святого Георгия 4-й степени (1916 год).

## Биография
Православный, сын чиновника, уроженец Саратовской губернии, общее образование получил в Саратовском Александро-Мариинском реальном училище, окончил полный курс, военное – в Казанском пехотном юнкерском училище по 1 разряду. Направлен для прохождения службы в 1-й резервный Епифанский резервный батальон. Участник Русско-японской войны 1904—1905 гг..
Капитан 185-го пехотного Башкадыкларского полка, и.д. начальника учебной команды, командир 2 батальона, с 23.09.1915 по 08.10.1915 временно командующий 323-го пехотного Юрьевецкого полка, до конца 1917 года командовал 639-м пехотным Артвинским полком 160-й пехотной дивизии.
Награждён орденом Святого Георгия IV-й степени за то, что

"… в бою 23-ro августа 1914 года у деревни Здраны, Люблинской губернии, командуя ротой, штыковым ударом выбил австрийцев из окопов, захватив при этом действующий пулемет.
28 декабря 1917 года Ревтрибуналом назначен командующим 160-й пехотной дивизией, в августе 1917 года было принято решение о расформировании дивизии. В январе 1918 года по болезни уволен в отпуск, а затем со службы. 
В Красной Армии на различных вольнонаемных должностях с декабря 1918 по август 1924 года. 
Умер 7 апреля 1933 года, похоронен на Воскресенском кладбище г. Саратова.

## Награды
1905 — орден Св. Станислав III ст. с мечами и бантом,
1905 — орден Св. Анна IV ст. с надписью «за храбрость»,
1909 — орден Св. Анна III ст.,
1912 — орден Св. Станиславу II ст.,
1915 — орден Св. Анна II ст. с мечами,
1915 — орден Св. Владимир IV ст. с мечами и бантом,
1916 — мечи и бант к ордену Св. Анны III ст.
1915 — мечи к ордену Св. Станиславу II ст.
1916 — орден Святого Георгия IV-й степени — ВП — 27.09.1916 г.,
1917 — орден Св. Владимир III ст.